# Volta ao Estado de S. Paulo
A Volta ao Estado de São Paulo em Bicicleta é uma corrida de longa distância, realizada por etapas, no Brasil. Tendo tido início em 1960.

## História
A competição começou em 1960, no entanto a segunda edição apenas se realizou em 1964. Não havendo ao momento qualquer dados da sua realizaçāo depois de 1968.

## Histórico de Campeões

### Geral Individual
| \| Edição \| Ano \| Vencedor \| Nacionalidade \| \| ------ \| ---- \| ------------------- \| ------------- \| \| 1 \| 1960 \| José Manuel Marques \| Portugal \| \| 2 \| 1964 \| Jorge Corvo \| Portugal \| \| 3 \| 1965 \| Sérgio Páscoa \| Portugal \| \| 4 \| 1966 \| João Roque \| Portugal \| \| 5 \| 1967 \| Américo Silva \| Portugal \| \| 6 \| 1968 \| Joaquim Agostinho \| Portugal \| - Federação Portuguesa de Ciclismo Palmarés de ciclistas - 50 anos de ciclismo em Portugal Lembram-se dele? - Jorge Corvo - 50 anos de ciclismo em Portugal Lembram-se de? - João Roque - Ciclistas Portugueses Anos 1966 a 1970 - Ciclistas Portugueses Anos 1961 a 1965 - À Volta da Volta escrito por Fernando Lebre e Magda Ribeiro. - Arquivos do Jornal "Abola". - Arquivos do Jornal "Record". |      |                     |               |
| Edição | Ano  | Vencedor            | Nacionalidade |
| 1 | 1960 | José Manuel Marques | Portugal      |
| 2 | 1964 | Jorge Corvo         | Portugal      |
| 3 | 1965 | Sérgio Páscoa       | Portugal      |
| 4 | 1966 | João Roque          | Portugal      |
| 5 | 1967 | Américo Silva       | Portugal      |
| 6 | 1968 | Joaquim Agostinho   | Portugal      |